# Handball-Weltmeisterschaft der Frauen 2017/Qualifikation
Diese Seite beschreibt die Qualifikation zur Handball-Weltmeisterschaft der Frauen 2017 in Deutschland.

## Afrika
Afrika stellt drei Teilnehmer, die bei der Afrikameisterschaft 2016 ermittelt wurden. Die Meisterschaft fand vom 28. November bis 7. Dezember 2016 in Luanda in Turnierform statt.
Qualifiziert für die WM 2017 sind:
- Angola (Afrikameister 2016)
- Tunesien (2. der Afrikameisterschaft 2016)
- Kamerun (3. der Afrikameisterschaft 2016)

## Amerika
Amerika stellt drei Teilnehmer, die bei der Panamerikameisterschaft 2017 ermittelt wurden. Das Turnier fand vom 18. bis 25. Juni 2017 in der argentinischen Hauptstadt Buenos Aires statt.
Qualifiziert für die WM 2017 sind:
- Brasilien (Panamerikameister 2017)
- Argentinien (2. der Panamerikameisterschaft 2017)
- Paraguay (3. der Panamerikameisterschaft 2017)

## Asien
Asien stellt drei Teilnehmer, die bei der Asienmeisterschaft 2017 ermittelt wurden. Die Meisterschaft fand vom 13. bis 22. März 2017 im südkoreanischen Suwon statt.
Qualifiziert für die WM 2017 sind:
- Südkorea (Asienmeister 2017)
- Japan (2. der Asienmeisterschaft 2017)
- Volksrepublik China (3. der Asienmeisterschaft 2017)

## Europa

### Qualifikationsrunde
Die erste Qualifikationsrunde wurde in 4 Gruppen ausgetragen, jeweils die zwei Gruppenbesten sowie nur der Gruppenerste in Gruppe 4 qualifizierte sich für die Play-off-Spiele.

#### Gruppe 1
Die Spiele wurden in Šaľa in der Slowakei ausgetragen.
| Pl. | Verein       | Sp. | S | U | N | Tore    | Diff. | Punkte |
| --- | ------------ | --- | - | - | - | ------- | ----- | ------ |
| 1.  | Ukraine      | 3   | 3 | 0 | 0 | 079:500 | +29   | 06:00  |
| 2.  | Slowenien    | 3   | 2 | 0 | 1 | 074:610 | +13   | 04:20  |
| 3.  | Litauen      | 3   | 1 | 0 | 2 | 063:830 | −20   | 02:40  |
| 4.  | Griechenland | 3   | 0 | 0 | 3 | 063:850 | −22   | 00:60  |

#### Gruppe 2
Die Spiele wurden in Minsk in Belarus ausgetragen.
| Pl. | Verein  | Sp. | S | U | N | Tore     | Diff. | Punkte |
| --- | ------- | --- | - | - | - | -------- | ----- | ------ |
| 1.  | Belarus | 3   | 3 | 0 | 0 | 0103:630 | +40   | 06:00  |
| 2.  | Türkei  | 3   | 2 | 0 | 1 | 088:780  | +10   | 04:20  |
| 3.  | Schweiz | 3   | 1 | 0 | 2 | 087:850  | +2    | 02:40  |
| 4.  | Kosovo  | 3   | 0 | 0 | 3 | 051:1030 | −52   | 00:60  |

#### Gruppe 3
Die Spiele wurden in Tórshavn auf den Färöern ausgetragen.
| Pl. | Verein     | Sp. | S | U | N | Tore    | Diff. | Punkte |
| --- | ---------- | --- | - | - | - | ------- | ----- | ------ |
| 1.  | Österreich | 3   | 2 | 0 | 1 | 081:670 | +14   | 04:20  |
| 2.  | Mazedonien | 3   | 2 | 0 | 1 | 067:670 | ±0    | 04:20  |
| 3.  | Island     | 3   | 2 | 0 | 1 | 072:670 | +5    | 04:20  |
| 4.  | Färöer     | 3   | 0 | 0 | 3 | 055:740 | −19   | 00:60  |

#### Gruppe 4
Die Spiele wurden in Syrakus in Italien ausgetragen.
| Pl. | Verein   | Sp. | S | U | N | Tore    | Diff. | Punkte |
| --- | -------- | --- | - | - | - | ------- | ----- | ------ |
| 1.  | Italien  | 2   | 1 | 1 | 0 | 051:460 | +5    | 03:10  |
| 2.  | Portugal | 2   | 1 | 0 | 1 | 055:430 | +12   | 02:20  |
| 3.  | Israel   | 2   | 0 | 1 | 1 | 044:610 | −17   | 01:30  |

### Play-off-Spiele
Die Mannschaften spielen ein Heim- und ein Auswärtsspiel. Die Auslosung der Spiele fand am 17. Dezember 2016 statt.

#### Auslosung
| Topf 1 (Die neun Besten der Handball-Europameisterschaft 2016)                    | Topf 2 (Die zwei Letzten der Handball-Europameisterschaft 2016 sowie die sieben Bestplatzierten aus der Qualifikation) |
| --------------------------------------------------------------------------------- | --- |
| Ungarn Montenegro Rumänien Russland Schweden Serbien Slowenien Spanien Tschechien | Italien Kroatien Mazedonien Österreich Polen Slowakei Türkei Ukraine Belarus                                           |

#### Übersicht
|            | Gesamt |            | Hinspiel | Rückspiel |
| ---------- | ------ | ---------- | -------- | --------- |
| Montenegro | 56:51  | Belarus    | 33:26    | 23:25     |
| Italien    | 39:67  | Serbien    | 23:33    | 16:34     |
| Russland   | 63:48  | Polen      | 31:20    | 32:28     |
| Ungarn     | 52:43  | Slowakei   | 28:19    | 24:24     |
| Rumänien   | 67:53  | Österreich | 34:29    | 33:24     |
| Ukraine    | 44:46  | Spanien    | 24:24    | 20:22     |
| Kroatien   | 51:55  | Slowenien  | 23:28    | 28:27     |
| Tschechien | 60:48  | Türkei     | 29:25    | 31:23     |
| Mazedonien | 47:77  | Schweden   | 20:31    | 27:46     |